# Лазувек
Лазувек (пол. Łazówek) — село в Польщі, у гміні Стердинь Соколовського повіту Мазовецького воєводства.
Населення — 177 осіб (2011).
У 1975-1998 роках село належало до Седлецького воєводства.

## Демографія
Демографічна структура станом на 31 березня 2011 року:
|          | Загалом | Допрацездатний вік | Працездатний вік | Постпрацездатний вік |
| -------- | ------- | ------------------ | ---------------- | -------------------- |
| Чоловіки | 89      | 19                 | 60               | 10                   |
| Жінки    | 88      | 21                 | 49               | 18                   |
| Разом    | 177     | 40                 | 109              | 28                   |